# Garreweer
Garreweer is een gehucht in de gemeente Eemsdelta, in het noordoosten van de Nederlandse provincie Groningen. Garreweer (niet te verwarren met het in dezelfde gemeente gelegen Garrelsweer) ligt ten westen van de stad Appingedam. In de gehuchten Laskwerd en Garreweer wonen samen 95 mensen (op 1 januari 2006).

## Geschiedenis
Garreweer bestaat uit enkele boerderijen en een aantal huizen in het lage gedeelte van het kerspel Tjamsweer. De oudste bodemvondsten dateren uit de Romeinse tijd. Aanvankelijk concentreerde de bewoning zich op enkele wierden langs de oevers van het Garreweerstermaar. Dit was een gegraven waterloop die het overtollige water uit het Schildmeer naar het Damsterdiep afvoerde. Door het aftappen van het Schildmeer kon het laag gelegen achterland verder in cultuur gebracht worden. De brede monding van dit maar vertoont nog sporen van de werking van eb en vloed. Omstreeks de dertiende eeuw heeft men deze monding met een sluisje of zijltje afgesloten. Tegelijkertijd werd bij Appingedam De Groeve gegraven, die het binnenwater effectiever naar zee kon leiden. De naam Garreweer duidt op een spits toelopend verkavelingsblok. De oudste vermeldingen zijn in 1325 Garreaweere en in 1380 Gheerwere.

### Munten
Op munten die werden uitgegeven tussen 1068 en 1090, ten tijde van graaf Egbert II, staat de naam GEROIEVVRE, GEREVVIORE of GEREVVERE. Al enkele jaren eerder, in 1057, had Duitse koning Hendrik IV aan Gerleviswert het recht verleend een markt te houden. Deze namen werden vanouds door historici verbonden met Garreweer. Verschillende auteurs kenschetsten deze plaats als een voorloper van Appingedam en meenden dat het muntrecht later van Garreweer op Appingedam was overgegaan. Ook Ter Laan betoogde dat Garreweer opkwam omdat de scheepvaart van Westeremden door het dichtslibben van de Fivel was verdwenen. Recent onderzoek gaat er echter van uit dat het niet om Garreweer, maar om Garrelsweer moet gaan. De doorgaande vaarroute via het Damsterdiep is vermoedelijk al in de tweede helft van de 10e eeuw ontstaan, terwijl Appingedam pas in de 12e eeuw tot ontwikkeling kwam.

### Hoofdelingen
Door de strategische ligging aan de Stadsweg en aan enkele waterwegen werd Garreweer een belangrijke uitvalsbasis voor een toonaangevende hoofdelingenfamilie. De eerste boerderij aan linkerzijde vanaf het Damsterdiep (Garreweersterweg 7) staat volgens de overlevering op de plek van het omgrachte steenhuis Keerweer (kennelijk een verbastering van Garreweer). Vermoedelijk woonde hier de invloedrijke hoofdeling Gayko Gaykinga, die in 1301 en 1325 wordt genoemd. Een nakomeling van hem was Sjabbe van Garreweer, rond 1380, die de erfdochter Ulske van Oosterwijtwerd huwde. Daarnaast bezat hij de borg Dijkhuizen. Hun dochter Hiddeke trouwde in 1411 met de machtige partijleider Focko Ukena uit Neermoor, die zich - nadat hij uit Oost-Friesland was verdreven - op Dijkhuizen terugtrok. Hun belangrijkste erfgenamen waren de Ripperda's van Tjamsweer en Oosterwijtwerd. In 1555 werd het steenhuis bewoond door Frerick tho Kierweer. Na het midden van de 16e eeuw is het huis afgebroken en later weer opgebouwd aan de Stadsweg, dichter bij het water. Dit nieuwe herenhuis aan de Stadsweg 39 werd ook wel het Huis te Garreweer genoemd. De eerste vermelding dateert van 1649, toen Rudolf Polman er woonde. In 1727 verving diens achterkleinzoon Ulrich Willem het huis door een bescheiden borg met een afzonderlijk schathuis (boerderij). De borg werd later Appelburg genoemd, naar de adellijke familie Von den Apelle. In 1820 werd de borg verbouwd tot boerderij. In 1932 brandde de boerderij af en verrees de huidige boerderij.

### Kerkelijk
Volgens sommige berichten zou Garreweer een zelfstandig kerkdorp zijn geweest. In 1396 was sprake van de pastoor Edzeco te Garrawera of Gherdmirswere, die zegelde met een afbeelding van de heilige Sebastiaan. Een parochieregister van ongeveer 1475 noemt (in plaats van Tjamsweer) het kerkdorp Geredinoneswer en in de zestiende eeuw was nog sprake van het kerkenland van de Garweerster hillygen onder Tjamsweer. Andere bronnen uit deze tijd eeuw geven echter aan dat Garreweer in het Tjamsweerster kerspel lag. Aangezien Sebastianus de patroonheilige van Tjamsweer was, moeten we ervan uitgaan dat deze parochie wordt bedoeld. Kennelijk heeft men de parochie geïdentificeerd met de hoofdelingenfamilie te Garreweer.
De Sint Walburgskerk en het Armhuiszittend Convent te Groningen en de kerk van Appingedam hadden omvangrijk grondbezit te Garreweer.

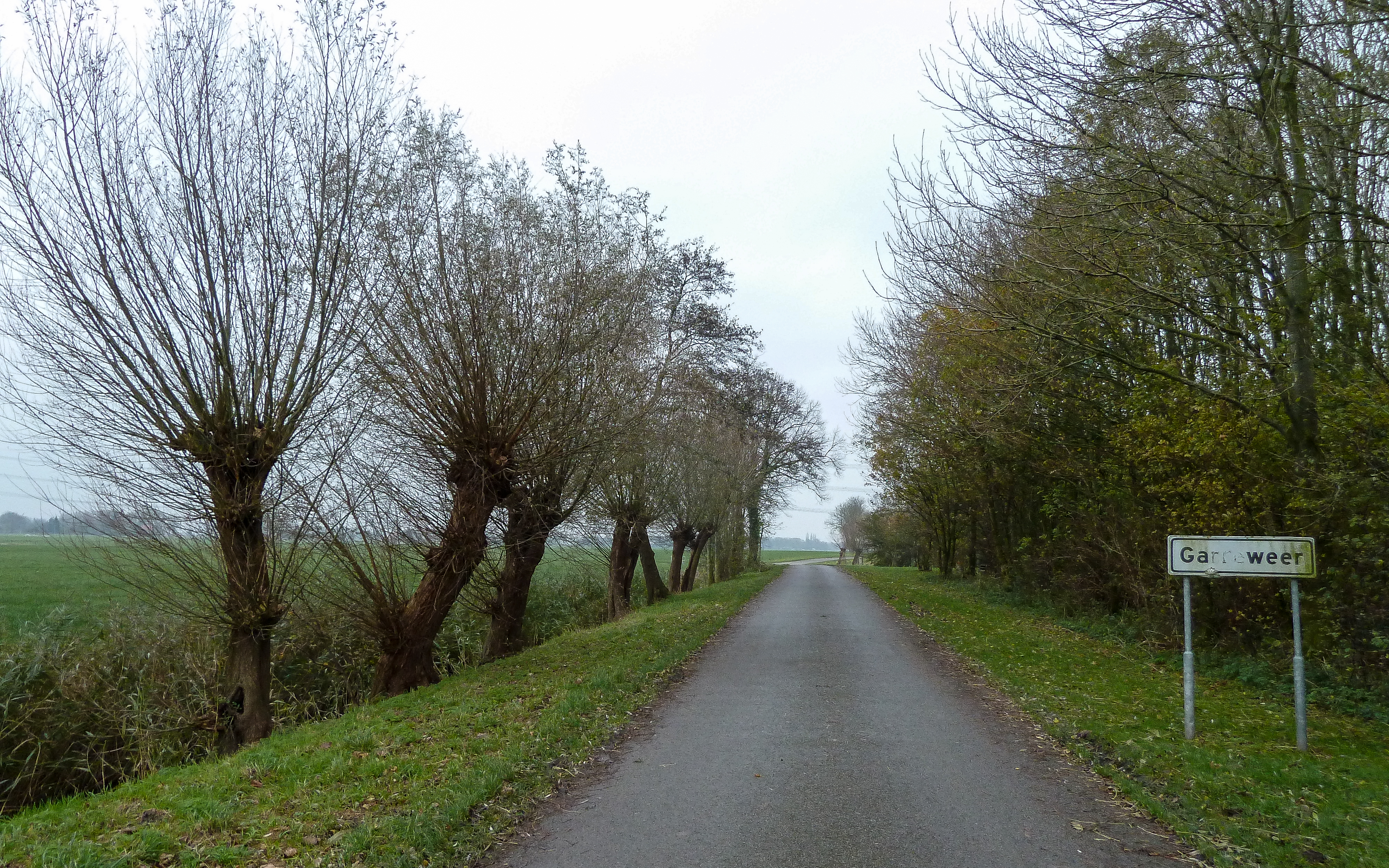
Plaatsnaambord aan de Keerweersterweg
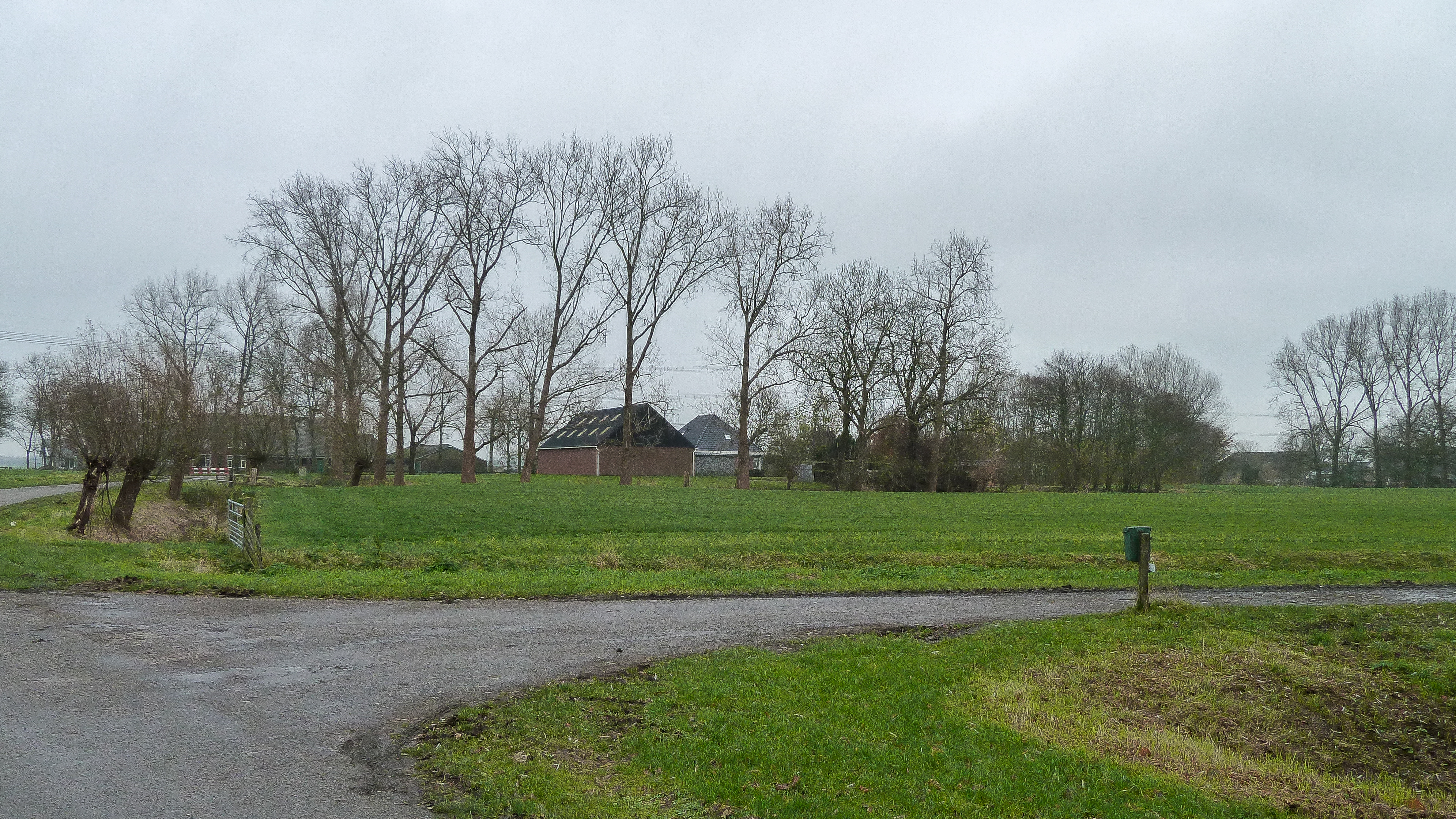
Boerderijen in Garreweer gezien vanaf de Keerweersterweg
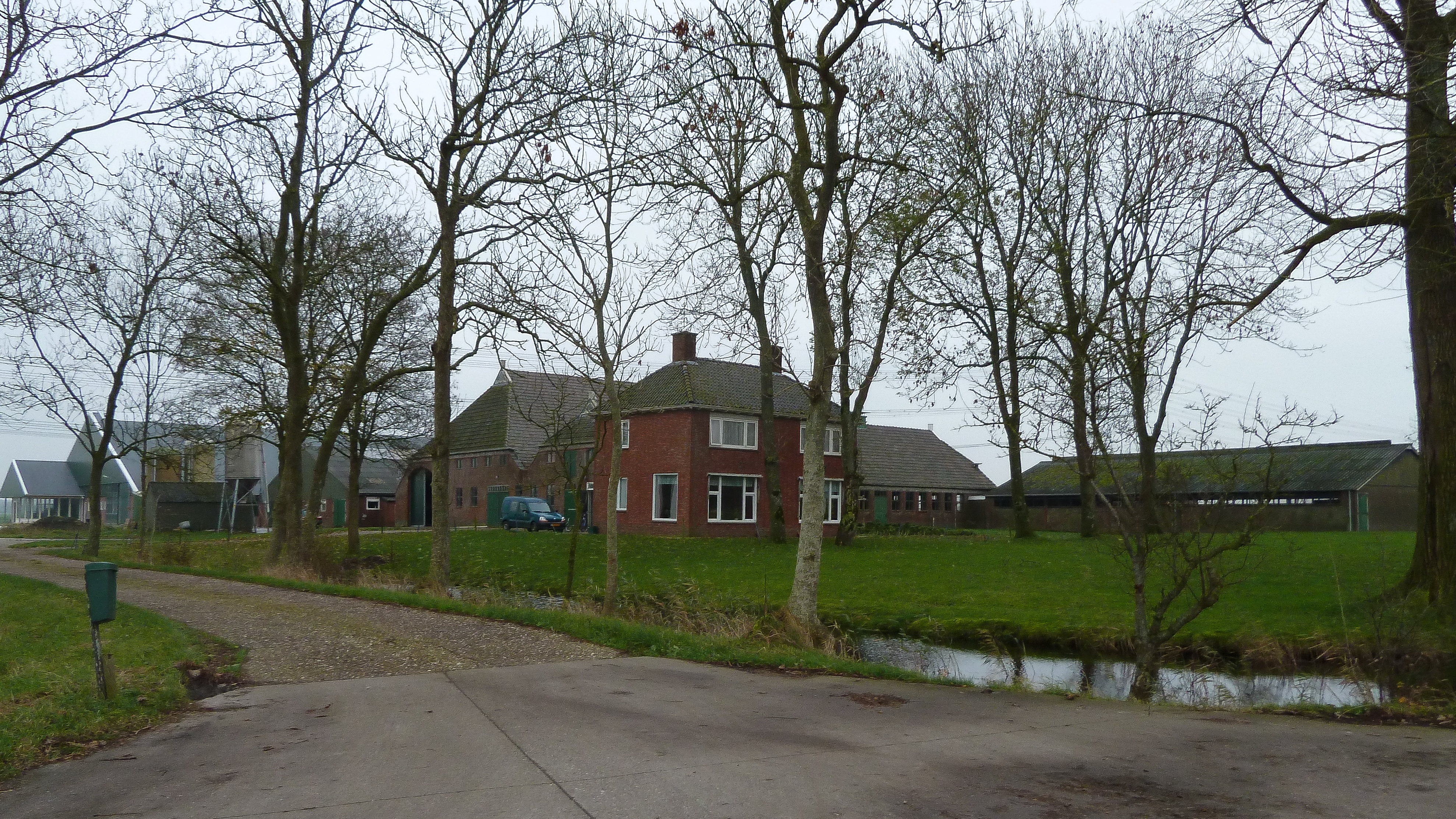
Boerderij op de plek waar vroeger het steenhuis Keerweer zou kunnen hebben gestaan

## Stratenregister
- Garreweersterweg
- Keerweersterweg
- Meedenweg

## Sport
Achter de boerderij Garreweersterweg 16 ten zuiden van Garreweer bevindt zich sinds 1978 het veld van de ACF (Aero Club Fivelingo), een club voor modelvliegtuighobbyisten.

## Waterschap
Garreweer is ook de naam van een waterschap dat in 1868 is opgegaan in de Garreweersterpolder en de Tetjehornderpolder. Daarvoor vormde Garreweer een zijleed van de schepperij Oldersum of Ten Post, die onderdeel vormde van het Dorpster Zijlvest van het Generale Zijlvest der Drie Delfzijlen.